# Flucht ins Schweigen
Flucht ins Schweigen ist ein DDR-Kinofilm von 1966. In dem DEFA-Kriminalfilm geht es um Verbrechen Mitte der 1960er Jahre in Thüringen, deren Spuren bis in die letzten Kriegstage 20 Jahre zuvor reichen. Vorlage für die Verfilmung war der Roman Der Tod zahlt mit Dukaten von Wolfgang Held.

## Handlung
Bei Bauarbeiten in einem thüringischen Dorf werden im Lehmboden zwei verweste Leichen entdeckt. Die hinzugerufenen Kriminalisten stellen fest, dass es sich um SS-Offiziere handelt. Dies erscheint merkwürdig, da in dieser Gegend im Zweiten Weltkrieg keine Kämpfe stattfanden. Der erste Verdächtige ist der damalige Grundstücksbesitzer, der jedoch kurz darauf ermordet im Wald gefunden wird. Da bei allen Toten kostbare mittelalterliche Goldmünzen gefunden werden, wird ein Zusammenhang zwischen den Taten vermutet.
Es stellt sich heraus, dass die ersten Morde kurz vor Kriegsende offensichtlich im Streit um einen großen, zusammengeraubten Goldschatz begangen wurden. Zwei verdächtige Fremde im Ort scheinen auch jetzt noch 20 Jahre später mit allen Mitteln an die Münzen gelangen zu wollen.
Die Polizei stellt fest, dass es sich um weitere ehemalige SS-Mitglieder handelt, und kann sie der Morde überführen.

## Produktion und Veröffentlichung
Flucht ins Schweigen wurde von der Künstlerischen Arbeitsgruppe „Babelsberg“ unter dem Arbeitstiteln „Schatten von damals: Mord verjährt nicht“ als Schwarzweißfilm gedreht und hatte seine Kinopremiere am 26. Mai 1966 im Berliner Kino International. Die Fernseh-Erstausstrahlung erfolgte im Programm des Deutschen Fernsehfunks am 7. April 1967.

## Kritik
„Kriminaldrama, dessen beachtenswerte Aussage durch erhebliche formale Mängel beeinträchtigt wird.“